# ウォルシュ・ジュリアン
ウォルシュ ジュリアン（1996年9月18日 - ）は、日本の元陸上競技選手。専門は短距離走。400mの自己ベストは日本歴代7位の45秒13。2016年リオデジャネイロオリンピック日本代表、2020年東京オリンピック日本代表。

## 経歴
ジャマイカ出身。ジャマイカ人の父と日本人の母を持つ。B型。東村山市立第三中学校、東野高等学校卒業。東洋大学（ライフデザイン学部健康スポーツ学科）を経て、2019年4月より富士通に所属。

### 高校2年時まで
ジャマイカのキングストンで生まれた後、3歳から日本で育つ。
中学時代は学校に陸上部がなかったのでバスケットボール部に所属。
高校の陸上部に入部して陸上を始めるも、校庭が狭いために練習は近くの芝生や坂道、競技歴のある指導者もいないという環境の中、1年時は100mに取り組んでいたが練習は休みがちだった。2年の進級時に国民体育大会出場経験のある監督が赴任し、陸上に本気で取り組むようになってから急成長を遂げることになる。2年時理科の先生から400mを勧められて嫌々出た（2013年7月の）県西部地区国民体育大会予選で400mに初出場して優勝（50秒16）すると、秋には400mで48秒台に突入し、10月の関東選抜新人400mを48秒74で制した。

### 高校3年時
- 3年になっても記録を伸ばし続け、6月のインターハイ北関東予選400mでは自己ベストを0秒53更新する46秒98を記録[8]。大会記録を14年ぶりに更新して優勝すると、同大会の200mも21秒75で制して2冠を達成し、インターハイの出場権を獲得した。
- 自己ベストを更新し続ける活躍が日本陸上競技連盟から評価され、7月下旬にアメリカのユージーンで開催される世界ジュニア選手権の4×400mリレー日本代表に選出[9]。初の全国大会の前に世界大会を体験することになった。高校ではメンバー不足でリレーが組めず、世界ジュニア選手権が人生初のリレー体験となったが、予選と決勝で1走（ウォルシュ、油井快晴、北川貴理、加藤修也）を務め、決勝ではジュニアアジア新記録およびジュニア世界歴代4位の記録となる3分04秒11で銀メダルを獲得し、1996年大会に並ぶ日本最高成績を記録した。
- 7月27日に世界ジュニア選手権で銀メダルを獲得、7月30日にインターハイの400m予選に出場するというハードスケジュールだったが、睡眠時間も取れて時差ボケの影響もほとんどなかったという。しかし、インターハイの400mは予選9組に登場して1着でゴールするもレーン侵害があったとして失格。200mも予選敗退に終わり、最初で最後となったインターハイは次のラウンドに進めないで終わった[10]。
- 8月30日、全国高校選抜で人生初の300mを走り、予選（33秒50）と決勝（33秒25）で高校最高記録を樹立して初の全国タイトルを獲得した[11]。
- 9月14日、地域別対抗戦であるコンチネンタルカップ4×400mリレーにアジア・太平洋代表として出場し、初めてシニアの国際大会を体験した。レースではアンカー（田村朋也、北川貴理、油井快晴、ウォルシュ）を務めたが、3分03秒77の最下位に終わった。

### 大学生時代

#### 2015年
- 東洋大学に入学。4月の織田記念400mで3位に入り、この結果を受けて5月の世界リレー4×400m日本代表に選出され、初めてシニアの日の丸を背負うことになった。大会ではメンバー全員大学生という若いチームの3走（小林直己、佐藤拳太郎、ウォルシュ、北川貴理）を務めたが、3分06秒38の予選2組6着（全体17位）で決勝進出はならず[12]、全体16位まで進出できるB決勝進出も0秒01差で逃した。
- 6月7日、アジア選手権4×400mリレーで1走（ウォルシュ、金丸祐三、大瀬戸一馬、北川貴理）を務め、銅メダル獲得に貢献した。
- 6月27日、初出場となった日本選手権400mの予選でジュニア日本歴代9位の記録となる46秒11を記録したものの、着順で決勝に進出できる組2着には0秒04差で入れなかった。例年なら決勝進出可能なタイムだったが、今大会は予選で45秒台が7人も出るハイレベルな大会になったためにタイムでも拾われず、予選全体10位で敗退となった。
- 7月26日、トワイライト・ゲームス400mでジュニア日本歴代6位の記録となる45秒92を記録し、45秒台に突入した。

#### 2016年
- 4月23日、出雲陸上300mに出場すると、この種目のアジア記録保持者である藤光謙司、元日本記録保持者である金丸祐三は欠場で不在だったものの、32秒73の自己ベストをマークして優勝した[13]。
- 5月3日、静岡国際400m（タイムレース）で46秒06のセカンドベスト（当時）を記録。金丸祐三、小林直己、加藤修也といった有力選手の一部はリオデジャネイロオリンピック4×400mリレーの出場権を獲得するため海外遠征中で不在だったが、総合2位に0秒59差をつけて初優勝を果たした。
- 5月8日、ゴールデングランプリ川崎400mに大会直前で出場が決まると、1レーンのスタートながら自己ベストおよび日本学生歴代9位（共に当時）の記録となる45秒68を記録[14]。ジャリン・ソロモン（45秒77）、ジェレミー・ウォリナー（46秒04）、レニー・クオ（46秒73）といった海外選手勢を抑えて優勝した。
- 5月、関東インカレに出場すると、20日の400m準決勝を全体トップとなる45秒83で突破（予選・準決勝を通じて唯一の45秒台）。決勝では46秒22とタイムを落とすも、2位の佐藤拳太郎に0秒74差をつけて快勝した[15]。22日の4×400mリレー決勝ではアンカーを務め、3分05秒75を記録しての2位に貢献した。
- 6月11日、日本学生個人選手権の400m決勝で自己ベストおよび日本学生歴代9位（共に当時）の記録となる45秒64を記録。10日の準決勝で自身が樹立した大会記録（45秒84）を0秒20、ゴールデングランプリ川崎で記録した自己ベスト（45秒68）を0秒04更新して優勝した。
- 6月24日-25日、日本選手権の400mに出場すると、24日の予選で自己ベストを0秒10更新する日本学生歴代7位（当時）の45秒54を記録。この種目11連覇中だった金丸祐三が怪我の影響もあって敗退する中[16]、予選を唯一の45秒台で突破すると、翌日の決勝では日本歴代7位の記録となる45秒35を記録。リオデジャネイロオリンピックの参加標準記録（45秒40）を突破しての初優勝を成し遂げ、日本代表に内定した[17]。
- 8月12日、リオデジャネイロオリンピック400m予選で世界大会の個人種目初出場を果たしたが、前日に足首を捻挫したことから痛み止めを打ってレースに臨んだ[18]。結果はオリンピックの雰囲気にものまれ実力を発揮できず[19]、46秒37の組6着で敗退した。19日の4×400mリレー予選は1走(ウォルシュ、田村朋也、北川貴理、加藤修也)を務めたが、3分02秒95の組7着で決勝には進めなかった。

#### 2017年
- 4月22日、2大会連続の出場となった世界リレー4×400m予選で1走を務めたが、レース途中で肉離れを起こしたため[20]、次の走者にバトンを渡すことができず途中棄権に終わった。

### 社会人時代

#### 2019年
- 4月より、富士通に入社した[21]。
- 5月に行われた世界リレー大会において、1600mリレーに、佐藤拳太郎、北谷直輝、若林康太と共に、ウォルシュは第一走者として出場。3分3秒24で4位に入った。これにより、世界選手権の出場権を獲得した[22]。
- 10月に行われた世界陸上において、400mに出場した。ウォルシュは10月1日の予選、10月2日の準決勝の2日連続で自己記録を更新する活躍を見せる。しかし、決勝には進出できず、インタビューでは「壁は高かった」と悔しさをにじませた[23]。

#### 2021年
- 8月1日、東京オリンピック陸上男子400m予選に出場したが46秒57の予選4組6着で準決勝進出はならなかった[24]

2022年
・オレゴン世界陸上に男子400mと男子4×400mリレーの代表として出場し、400mでは予選で45.99をマ—ク1組4着となった。着順での準決勝進出は逃したものの、タイムで拾われて準決勝に進出した。準決勝は1組に登場したが、前回と同じく45.74の6着で敗退となった。4×400mリレーでは予選で第3走者を務め世界陸上日本勢19年ぶりの決勝進出に貢献し、決勝では同じく3走を務め2.59.12のアジア新記録(当時)達成に大きく貢献した。
2024年
・7月22日に、所属先の富士通から陸上競技の引退と競輪選手への新たな挑戦が発表された。
2025年
・3月28日に日本競輪選手養成所第129回特別選抜試験の合否発表では落第していることが確認されている。
・6月3日にTikTokにて「Julix」というニックネームで活動を行っている。

## 人物・エピソード
- 父はレゲエ・ミュージシャンのエマニュエル・ウォルシュ[26]。
- 趣味は筋力トレーニング[4]。
- 英語が堪能。

## 自己ベスト
記録欄の（　）内の数字は風速（m/s）で、+は追い風、-は向かい風を意味する。
| 種目 | 記録           | 年月日        | 場所             | 備考        |
| ---- | -------------- | ------------- | ---------------- | ----------- |
| 100m | 10秒30（+1.1） | 2020年8月1日  | 富士北麓         |             |
| 200m | 20秒77（+1.1） | 2017年3月12日 | キャンベラ       |             |
| 300m | 32秒45         | 2017年3月17日 | ゴールドコースト |             |
| 400m | 45秒13         | 2019年10月2日 | ドーハ           | 日本歴代4位 |

## 主な成績
- 備考欄の記録は当時のもの

### 国際大会
| 年          | 大会                      | 場所             | 種目    | 結果   | 記録             | 備考                |
| ----------- | ------------------------- | ---------------- | ------- | ------ | ---------------- | ------------------- |
| 2014（高3） | 世界ジュニア選手権        | ユージーン       | 4x400mR | 2位    | 3分04秒11（1走） | ジュニアアジア記録  |
| 2014（高3） | コンチネンタルカップ (en) | マラケシュ       | 4x400mR | 4位    | 3分03秒77（4走） | アジア・太平洋代表  |
| 2015（大1） | 世界リレー (en)           | ナッソー         | 4x400mR | 予選   | 3分06秒38（3走） | 全体17位            |
| 2015（大1） | アジア選手権              | 武漢             | 4x400mR | 3位    | 3分03秒47（1走） |                     |
| 2015（大1） | ユニバーシアード (en)     | 光州             | 4x400mR | 2位    | 3分07秒75（1走） |                     |
| 2016（大2） | 日中韓3カ国交流陸上       | 金泉             | 4x400mR | 優勝   | 3分04秒62（2走） |                     |
| 2016（大2） | オリンピック              | リオデジャネイロ | 400m    | 予選   | 46秒37           | 全体38位            |
| 2016（大2） | オリンピック              | リオデジャネイロ | 4x400mR | 予選   | 3分02秒95（1走） | 全体13位            |
| 2016（大2） | デカネーション            | マルセイユ       | 400m    | 優勝   | 46秒09           |                     |
| 2017（大3） | 世界リレー (en)           | ナッソー         | 4x400mR | 予選   | DNF（1走）       |                     |
| 2018（大4） | アジア大会                | インドネシア     | 400m    | 5位    | 45秒89           |                     |
| 2018（大4） | アジア大会                | インドネシア     | 4x400mR | 3位    | 3分01秒94（1走） |                     |
| 2019（社1） | アジア選手権              | ドーハ           | 4x400mR | 優勝   | 3分02秒94        |                     |
| 2019（社1） | 世界選手権                | ドーハ           | 400m    | 準決勝 | 45秒13           | 全体13位 自己ベスト |
| 2019（社1） | 世界選手権                | ドーハ           | 4x400mR |        |                  |                     |
| 2022（社4） | 世界選手権                | ユージーン       | 4x400mR | 4位    | 2分59秒51（3走） | 日本記録 アジア記録 |

### 日本選手権
- リレー種目は日本選手権リレーの成績

| 年          | 大会    | 場所     | 種目    | 結果 | 記録             | 備考       |
| ----------- | ------- | -------- | ------- | ---- | ---------------- | ---------- |
| 2015（大1） | 第99回  | 新潟市   | 400m    | 予選 | 46秒11           | 自己ベスト |
| 2015（大1） | 第99回  | 横浜市   | 4x100mR | 予選 | 40秒64（4走）    |            |
| 2016（大2） | 第100回 | 名古屋市 | 400m    | 優勝 | 45秒35           | 自己ベスト |
| 2017（大3） | 第101回 | 横浜市   | 4x100mR | 2位  | 39秒47（4走）    |            |
| 2017（大3） | 第101回 | 横浜市   | 4x100mR | 優勝 | 3分07秒11（3走） |            |
| 2018（大4） | 第102回 | 山口市   | 400m    | 優勝 | 45秒97           |            |
| 2019（社1） | 第103回 | 福岡市   | 400m    | 優勝 | 45秒80           |            |

### その他
- 主要大会を記載

| 年          | 大会                     | 場所       | 種目    | 結果   | 記録             | 備考                                  |
| ----------- | ------------------------ | ---------- | ------- | ------ | ---------------- | ------------------------------------- |
| 2014（高3） | インターハイ             | 甲府市     | 200m    | 予選   | 21秒93（-1.2）   |                                       |
| 2014（高3） | インターハイ             | 甲府市     | 400m    | 予選   | DQ               | レーン侵害                            |
| 2014（高3） | 全国高校選抜             | 大阪市     | 300m    | 優勝   | 33秒25           | 高校最高記録                          |
| 2014（高3） | 国民体育大会             | 諫早市     | 400m    | 予選   | 48秒82           |                                       |
| 2015（大1） | 織田記念国際             | 広島市     | 400m    | 3位    | 46秒60           | 自己ベスト                            |
| 2015（大1） | 関東インカレ（1部）      | 横浜市     | 400m    | 3位    | 46秒62           | 準決勝46秒22：自己ベスト              |
| 2015（大1） | 関東インカレ（1部）      | 横浜市     | 4x400mR | 6位    | 3分08秒28（1走） |                                       |
| 2015（大1） | トワイライト・ゲームス   | 東京都     | 400m    | 優勝   | 45秒92           | 大会記録 自己ベスト（自身初の45秒台） |
| 2015（大1） | 日本インカレ             | 大阪市     | 400m    | 予選   | 46秒81           |                                       |
| 2015（大1） | 日本インカレ             | 大阪市     | 4x400mR | 3位    | 3分07秒35（4走） |                                       |
| 2015（大1） | 日本記録挑戦会           | 伊丹市     | 300m    | 優勝   | 33秒04           | 大会記録 自己ベスト                   |
| 2015（大1） | 日本記録挑戦会           | 伊丹市     | 4x200mR | 5位    | 1分26秒24（1走） |                                       |
| 2015（大1） | 日本ジュニア選手権       | 名古屋市   | 200m    | 3位    | 21秒16（+0.2）   |                                       |
| 2015（大1） | 日本ジュニア選手権       | 名古屋市   | 400m    | 優勝   | 46秒54           | 大会記録                              |
| 2016（大2） | 出雲陸上                 | 出雲市     | 300m    | 優勝   | 32秒73           | 自己ベスト                            |
| 2016（大2） | 静岡国際                 | 袋井市     | 400m    | 優勝   | 46秒06           |                                       |
| 2016（大2） | ゴールデングランプリ川崎 | 川崎市     | 400m    | 優勝   | 45秒68           | 自己ベスト                            |
| 2016（大2） | 関東インカレ（1部）      | 横浜市     | 400m    | 優勝   | 46秒22           |                                       |
| 2016（大2） | 関東インカレ（1部）      | 横浜市     | 4x400mR | 2位    | 3分05秒75（4走） |                                       |
| 2016（大2） | 日本学生個人選手権       | 平塚市     | 400m    | 優勝   | 45秒64           | 大会記録 自己ベスト                   |
| 2016（大2） | ヨーテボリグランプリ     | ヨーテボリ | 400m    | 4位    | 46秒28           |                                       |
| 2016（大2） | 日本インカレ             | 熊谷市     | 200m    | 予選   | 21秒30（+0.6）   |                                       |
| 2016（大2） | 日本インカレ             | 熊谷市     | 400m    | 優勝   | 45秒93           |                                       |
| 2016（大2） | 日本インカレ             | 熊谷市     | 4x400mR | 優勝   | 3分05秒48（4走） |                                       |
| 2017（大3） | トワイライト・ゲームス   | 東京都     | 400m    | 優勝   | 46秒75           |                                       |
| 2017（大3） | 日本インカレ             | 福井市     | 400m    | 優勝   | 46秒80           |                                       |
| 2017（大3） | 日本インカレ             | 福井市     | 4x400mR | 優勝   | 3分07秒15（4走） |                                       |
| 2017（大3） | 日本記録挑戦会           | 伊丹市     | 300m    | 優勝   | 32秒66           | 大会記録                              |
| 2017（大3） | 日本記録挑戦会           | 伊丹市     | 4x200mR | 3位    | 1分24秒68（1走） |                                       |
| 2017（大3） | 国民体育大会             | 松山市     | 400m    | 優勝   | 46秒08           |                                       |
| 2017（大3） | 国民体育大会             | 松山市     | 4x100mR | 準決勝 | 40秒07（4走）    |                                       |
| 2018（大4） | 静岡国際                 | 袋井市     | 400m    | 7位    | 46秒43           |                                       |
| 2018（大4） | ゴールデングランプリ大阪 | 大阪市     | 400m    | 優勝   | 45秒63           |                                       |
| 2018（大4） | 関東インカレ（1部）      | 相模原市   | 400m    | 優勝   | 46秒39           |                                       |
| 2018（大4） | トワイライト・ゲームス   | 横浜市     | 400m    | 優勝   | 46秒17           |                                       |
| 2018（大4） | 日本インカレ             | 川崎市     | 200m    | 予選   | 21秒49（-1.7）   |                                       |
| 2018（大4） | 日本インカレ             | 川崎市     | 400m    | 優勝   | 45秒75           | 大会タイ記録                          |
| 2018（大4） | 日本インカレ             | 川崎市     | 4x400mR | 優勝   | 3分06秒34（4走） |                                       |